# Jasenovský potok (přítok Oravy)
Jasenovský potok je potok na dolní Oravě, v území okresu Dolný Kubín. Jde o levostranný přítok Oravy s délkou 7,9 km a je tokem IV. řádu.

## Pramen
Potok pramení v Podchočské brázdě na jižním svahu vrchu Skalka (817,9 m n. m.), pod sedlem Brestová, v nadmořské výšce přibližně 765 m n. m.

## Směr toku
Od pramene teče severoseverovýchodním směrem, po přibrání přítoku zpod Hrádku se stáčí nejprve na severovýchod, protéká přes Jasenovou. Mezi obcí a sousedním Vyšným Kubínem se esovitě stáčí a pokračuje na sever. Na dolním toku teče severozápadním směrem, v blízkosti centra města Dolný Kubín se stáčí k ústí na západ.

## Přítoky
- pravostranné: Biela voda, Leštinský potok, přítok ze západního svahu Tupé skaly, Medzihradník, přítok z jižního svahu Brezovce (700,0 m n. m.)
- levostranné: přítok z oblasti Deniškova, přítok ze severního svahu Hrádku (717,5 m n. m.), Murinův potok a přítok z jihovýchodního svahu Kuzmínova (688,2 m n. m.)

## Ústí
Ústí do Oravy na území města Dolný Kubín v nadmořské výšce přibližně 465 m n. m.